# Запорожец, Александра Андрияновна
Александра Андрияновна Запорожец (1 мая 1920, Могильное, Челябинская губерния — 14 июля 2009, Челябинск) — советский передовик производства в оборонной промышленности, фрезеровщик. Герой Социалистического Труда (1966).

## Биография
Александра Андрияновна Запорожец родилась 1 мая 1920 года в крестьянской семье в деревне Могильной Островского сельсовета Кислянской волости Челябинского уезда Челябинской губернии, ныне деревня Красноборье входит в Юргамышский муниципальный округ Курганской области.
В 1939 году окончила Челябинскую Школу фабрично-заводского обучения при заводе № 78 имени Серго Орджоникидзе Наркомата боеприпасов СССР, получила специальность рабочий машиностроительного профиля и начала работать на этом оборонном заводе в качестве фрезеровщика механического цеха.
В годы Великой Отечественной войны, имея 5-й разряд фрезеровщика участвовала в выпуске оборонной продукции. 29 апреля 1943 года «за выполнение срочного заказа для нужд фронта» А. А. Запорожец была награждена Медалью «За трудовую доблесть».
После войны продолжала работать на Челябинском заводе имени С. Орджоникидзе. В совершенстве владела своей специальностью и применяя передовые методы фрезеровки, значительно повысила производительность и качество труда. С 1959 по 1965 годы ежемесячно выполняла нормы на 130—140 процентов.
28 июля 1966 года «закрытым» Указом Президиума Верховного Совета СССР «за выдающиеся заслуги в выполнении плана 1959—1965 годов и создание новой техники» Александра Андрияновна Запорожец была удостоена звания Героя Социалистического Труда с вручением Ордена Ленина и золотой медали «Серп и Молот».
Помимо основной деятельности А. А. Запорожец участвовала в движении изобретателей и рационализаторов, избиралась народным заседателем Ленинского районного народного суда города Челябинска, в 1968 года — делегатом XIV съезда профсоюзов СССР и членом Челябинского обкома КПСС.
С 1978 года — на пенсии.
Проживала в Челябинске.
Александра Андрияновна Запорожец скончалась 14 июля 2009 года в городе Челябинске Челябинской области. Похоронена <где?>

## Награды
- Герой Социалистического Труда, 28 июля 1966 года
  - Медаль «Серп и Молот» № 14208
  - Орден Ленина № 387424
- Медаль «За трудовую доблесть», 29 апреля 1943 года
- Медаль «За доблестный труд в Великой Отечественной войне 1941—1945 гг.»